# Ballade (Klaviermusik)
Die Ballade ist in der Klaviermusik eine Gattung des 19. Jahrhunderts, die ähnlich wie das Charakterstück oder das Lied ohne Worte formal nicht festgelegt ist. Gelegentlich lassen sich die Komponisten von Dichtungen (z. B. Chopin und Brahms) oder Stimmungen inspirieren. Zu den Vorläufern der Klavierballade zählen die Rhapsodien der beiden tschechischen Komponisten Václav Jan Křtitel Tomášek und Jan Václav Voříšek. Die Ballade hielt als erstes durch Frédéric Chopin Einzug in die Musik, indem dieser sie als eigenständige musikalische Gattung nach dem Vorbild der literarischen Ballade etablierte.

## Balladen in der Klaviermusik

### Chopin
- Ballade Nr. 1 in g-moll (op. 23, 1831): inspiriert von der Geschichte des litauischen Helden Conrad Wallenrodt
- Ballade Nr. 2 in F-Dur (op. 38, 1839): inspiriert durch das Gedicht „Der Swietz“ von Adam Mickiewicz
- Ballade Nr. 3 in As-Dur (op. 47, 1841): inspiriert von der „Undine“ von Adam Mickiewicz
- Ballade Nr. 4 in f-Moll (op. 52, 1843): inspiriert von der litauischen Sage der Brüder Budry

### Liszt
- 1. Ballade Des-Dur (1848)
- 2. Ballade h-Moll (1853)

### Brahms
- Vier Balladen op. 10 (1856)
- Balladen und Romanzen für zwei Singstimmen mit Klavier op. 75 (1878)
- Ballade für Klavier op. 118, Nr. 3 (1893)

### Grieg
- Ballade g-Moll op. 24 (1875)

### Debussy
- Ballade (Slave) F-Dur (1890)